# Illa Alabat
Illa Alabat (en tagalo: Pulong Alabat) és una illa de l'arxipèlag de les Filipines, a la província de Quezón de la Regió IV-A, situada prop de la costa est del sud de Luzón. L'illa té una superfície de 192 quilòmetres quadrats (74 milles quadrades) i una població de 41.822 persones.
L'illa es compon de tres municipis, Pérez (Filipines) en l'extrem nord, la ciutat Alabat pròpiament al centre i Quezón al Sud.
L'illa està situada en la badia de Lamón i té 33 km de llarg, amb diversos centenars d'hectàrees de maresmes intermareals exposades durant la marea baixa.